# The Pale Emperor
The Pale Emperor – dziewiąty album studyjny amerykańskiego zespołu Marilyn Manson wydany 19 stycznia 2015 przez własną wytwórnię Hell, etc..

## Lista utworów
Utwory 11-13 znajdują się na wersji „deluxe” albumu.
1. „Killing Strangers”
2. „Deep Six”
3. „Third Day of a Seven Day Binge”
4. „The Mephistopheles of Los Angeles”
5. „Warship My Wreck”
6. „Slave Only Dreams to Be King”
7. „The Devil Beneath My Feet”
8. „Birds of Hell Awaiting”
9. „Cupid Carries a Gun”
10. „Odds of Even”
11. „Day 3”
12. „Fated, Faithful, Fatal”
13. „Fall of the House of Death”